# Cirurgião-havaiano
O cirurgião-havaiano (Ctenochaetus hawaiiensis), é uma espécie de peixe-cirurgião nativa de recifes do Oceano Pacífico. Assim como outras espécies de cirurgiões, possui um espinho afiado próximo em seu pedúnculo caudal, pois quando um predador se aproxima de seu território, o peixe esfrega o espinho no predador que acaba agredindo-o e indo embora. Por ser uma espécie que possui uma coloração chamativa, é alvo do comercio ornamental de aquários.
Essa espécie é nativa do Oceano Pacífico, podendo ser encontrada no arquipélago havaiano para Palau e Marianas do Norte até a Polinésia Francesa.